# Comuna Verbkî, Pavlohrad
Verbkî (în ucraineană Вербки) este o comună în raionul Pavlohrad, regiunea Dnipropetrovsk, Ucraina, formată din satele Morozivske, Novi Verbkî și Verbkî (reședința).

## Demografie
Componența lingvistică a satului Verbkî
     Ucraineană (92,36%)
     Rusă (6,61%)
     Alte limbi (0,45%)
Conform recensământului din 2001, majoritatea populației satului Verbkî era vorbitoare de ucraineană (92,36%), existând în minoritate și vorbitori de rusă (6,61%).